# Gerhard Sessler
Gerhard Martin Sessler (* 15. Februar 1931 in Rosenfeld, Baden-Württemberg) ist Professor für Elektroakustik an der TU Darmstadt, sowie Erfinder des Elektretmikrofons und des Siliziummikrofons.

## Leben
Sessler wurde am 15. Februar 1931 als Sohn des Tierartzes Martin Sessler in Rosenfeld geboren. Er studierte Physik in Freiburg, München und Göttingen, wo er 1957 sein Diplom erwarb. 1959 promovierte Sessler in Göttingen zum Thema Schallausbreitung in teilweise dissoziiertem, gasförmigen Distickstofftetroxyd. Kurz nach seiner Promotion wechselte er in die USA und forschte dort bei den Bell Labs, wo er von 1967 bis 1975 Leiter des Acoustics Research Departments war. Zusammen mit seinem Mitarbeiter James E. West erfand er 1962 das Folien-Elektretmikrofon und meldete dies zum Patent an. Elektretmikrofone besitzen heute einen Anteil von 90 % an allen produzierten Mikrofonen und finden sich zum Beispiel in Camcordern und Handys. 1975 wurde Sessler Professor für Elektroakustik am Fachbereich Elektrotechnik und Informationstechnik der TU Darmstadt. Dort entwickelte er mit seinen Mitarbeitern in den 1980er Jahren das Siliziummikrofon. Auch nach seiner Emeritierung 1999 leitet er die Forschergruppe Elektroakustik am Fachbereich Elektro- und Informationstechnik der TU Darmstadt.
Sessler war 1976 und 1977 sowie 1989–1990 Dekan des Fachbereichs Elektrotechnik und Informationstechnik.
Sessler ist Mitglied der Deutschen Akademie der Technikwissenschaften (Acatech) und der Heidelberger Akademie der Wissenschaften.
Er ist verwitwet und hat drei Kinder.

## Auszeichnungen
- Fellow der American Physical Society (APS), 1991[8]
- George R. Stibitz Trophy, AT&T, 1993
- Helmholtz-Medaille der DEGA, Deutsche Gesellschaft für Akustik, 1993
- Silberne Helmholtz-Rayleigh-Medaille der Acoustical Society of America, 1997
- Aufnahme in die National Inventors Hall of Fame der USA, 1999
- Technologiepreis der Eduard-Rhein-Stiftung, 2007
- VDE-Ehrenring des Verbands der Elektrotechnik, Elektronik und Informationstechnik, 2008
- Benjamin-Franklin-Medaille des Franklin Instituts, 2010
- IEEE/RSE James Clerk Maxwell Award, 2012
- Gold Medal der Acoustical Society of America, 2015
- Bundesverdienstkreuz am Bande, 2016[9][10]